# 우겐 왕축
우겐 왕축(종카어: ཨོ་རྒྱན་དབང་ཕྱུག O Rgyan Dbang Phyug, 1862년 6월 11일 ~ 1926년 8월 26일)은 부탄의 제1대 국왕(재위: 1907년 12월 17일 ~ 1926년 8월 26일)이다.
| 전임 없음 | 제1대 부탄의 국왕 1907년 12월 17일 ~ 1926년 8월 26일 | 후임 지그메 왕축 |